# سياه سنغ (فريمان)
سياه سنغ (بالفارسية: سیاه سنگ) هي قرية تقع في قسم قلندرآباد الريفي في إيران. يقدر عدد سكانها بـ 102 نسمة بحسب إحصاء 2016.